# 東京都立調布北高等学校
東京都立調布北高等学校（とうきょうとりつ ちょうふきたこうとうがっこう）は、東京都調布市深大寺北町五丁目にある、全日制普通科の都立高等学校。

## 概要
1973年（昭和48年）創立。翌1974年（昭和49年）に開校した。
校章や校歌、文化祭の名称にもなっているシンボルマークの「おほむらさき」は、初代学校長である春田俊郎が、母校の東京大学農学部において教授と対立し、大学に残らず高等学校教諭を続けながら、蝶の研究を継続、海外から蝶の鑑定を依頼されるほどの権威だったことが由来である。

## 沿革

### 年表
- 1974年4月1日 - 東京都立調布北高等学校として開校（都立世田谷工業高校校舎にて授業開始）
- 1974年12月21日 - 現校舎に移転
- 2010年 - 進学指導推進校に指定される。

## 教育
授業
高校と大学（近隣の電気通信大学、東京学芸大学、東京農工大学、東京外国語大学など）との提携が行われており、大学の授業を受講することで単位認定することが可能である。
進学指導
2010年に進学指導推進校に指定され、MARCHや早慶レベルの私立大学や国公立大学への進学を目標としており、高3で入試演習科目を選ぶことができる。サポートティーチャー制度が置かれ、夏季休業中にはかなりの数の講習が無料で開かれている。1年次には勉強合宿と呼ばれる4日間の集中講習が行われている。
2013年度より、第2・3学年で最難関私大や国公立大学への進学を強く希望する者を集めた特進クラスを1クラス設置している。
独自の取り組み
学校独自の取り組みとして、「江戸の遊び・くらし」という科目を履修することができ、写し絵などを学ぶことができる。
留学
海外留学を奨励しており、毎年数名が海外に留学し、単位も認定している。また、留学生の受け入れも実施している。

## 部活動
部活動では、都内に6校しかないなぎなた部がある学校として知られている。

## 交通
出典 : 
| 乗車駅           | のりば  | 系統 | 下車停留所            | 運行事業者  |
| ---------------- | ------- | ---- | --------------------- | ----------- |
| JR中央線吉祥寺駅 | 公園口4 | 吉06 | 「調布北高校前」      | ■小田急バス |
| JR中央線三鷹駅   | 南口2   | 鷹56 | 「調布北高校前」      | ■小田急バス |
| JR中央線武蔵境駅 | 南口2   | 境92 | 「野崎八幡」、徒歩3分 | ■小田急バス |

## 著名な出身者

### 芸能・マスコミ
- 仁藤明彦（俳優）
- 貞方祥（プロデューサー、演出家、映画監督、SHOWMAN’S主宰）
- 松崎謙二（無名塾）
- 見栄晴（コメディアン）
- へらちょんぺ（芸人）
- 久保純子（フリーアナウンサー）
- 高橋マリ子（女優）
- 芹澤優　(声優、歌手、アイドル)

### スポーツ
- 渡辺亮太（サッカー・藤枝MYFC）
- 有馬信夫（高校野球指導者）

研究
- 瀬戸口浩彰（生物学・京都大学教授）

## 関連書籍
- 「赤とんぼの来た道：赤とんぼ晩秋の空をゆく」（長坂幸夫、22世紀アート社、2024年10月28日 / 文芸社、2006年5月15日頃）[2] - 1989年（平成元年）から1993年（平成5年）まで同校学校長を務めた長坂幸夫（現NPO法人東京都サッカー審判協会会長）の著書。調布北高校長時代についても触れている。